# 江若干
江若干，浙江黄岩人，是一名清朝政治人物。
江若干曾于宣统元年接替刘玉璋任龙岩州知州一职，宣统二年由戴培基接任。